# Aeroporto de Gaua
Aeroporto de Gaua (IATA: ZGU, ICAO: NVSQ) é um aeroporto na ilha de Gaua, uma das Ilhas Banks na província de Torba em Vanuatu.